# Gamo Gofa
« Zone Gamo » et « Zone Gofa » redirigent ici. Pour les autres significations, voir Gamo et Gofa.
La zone Gamo et la zone Gofa sont des zones administratives situées dans la région Éthiopie du Sud.
Arba Minch est le chef-lieu de la zone Gamo et Sawla celui de la zone Gofa.
Regroupées sous le nom de zone Gamo Gofa lors de la dissolution de la zone Semien Omo en 2000, elles ont 1 593 104 habitants en 2007 et font partie de la région des nations, nationalités et peuples du Sud jusqu'à leur transfert dans la région Éthiopie du Sud en août 2023.

## Géographie
- Omo
- lac Abaya
- lac Chamo

La zone Gamo Gofa, puis les zones Gamo et Gofa, s'étendent de l'Omo aux lacs Abaya et Chamo dans la vallée du Grand Rift, environ 450 km au sud-ouest d'Addis-Abeba.
Située autour de Sawla et séparée de la région Éthiopie du Sud-Ouest par l'Omo, la zone Gofa est bordée au sud par les zones Debub Omo, Basketo et Ari.
Quant à la zone Gamo, elle est bordée au nord par la zone Wolayita, à l'est par la région Oromia et au sud par les zones Alle, Dirashe et Amaro. Proche d'Arba Minch, le parc national de Nech Sar occupe le sud-est de la zone Gamo.
L'altitude varie d'environ 500 m au bord de l'Omo à 3 418 m au mont Argun dans la zone Gofa[réf. souhaitée] et atteint 3 568 m au mont Gugé dans la zone Gamo.[à vérifier]

## Histoire
Au XXe siècle, Chencha et Sawla étaient les capitales administratives des awrajas Gamo et Gofa dans l'ancienne province Gamu-Gofa.
Comme l'ancienne province, les zones actuelles tiennent leurs noms de leurs principales populations, les peuples Gamo et Gofa (en).
La zone Gamo Gofa résulte de la subdivision en 2000 de l'ancienne zone Semien Omo de la région des nations, nationalités et peuples du Sud, subdivision dont sont issues également les zones Dawro (depuis 2021 dans la région Éthiopie du Sud-Ouest) et Wolayita ainsi que plusieurs woredas spéciaux qui obtiendront ultérieurement le statut de zone.
La zone Gamo et la zone Gofa se séparent à la fin des années 2010 ou au début des années 2020.
Elles rejoignent la région Éthiopie du Sud en août 2023 à la suite du référendum de 2023 sur la création d'une région d'Éthiopie du Sud.

## Woredas
Au début des années 2000, la zone Gamo Gofa comprend treize woredas appelés Arba Minch Zuria, Bonke, Boreda, Chencha, Deramalo, Dita, Gofa Zuria, Kemba, Kucha, Melekoza, Merab Abaya, Uba Debre Tsehay et Zala,.
Elle atteint 17 woredas en 2007 avec la création de districts urbains pour les deux villes principales, Arba Minch détachée d'Arba Minch Zuria et Sawla détachée de Gofa Zuria, et le partage de Gofa Zuria entre Demba Gofa, Geze Gofa et Oyda.
Elle conserve cette composition jusque dans les années 2010 avant de se séparer en deux zones.
En 2021, la zone Gamo se compose de dix-huit woredas, :
- Arba Minch ;
- Arba Minch Zuria ;
- Bonke ;
- Boreda ;
- Chencha, ville détachée de Chencha ;
- Chencha ;
- Deramalo ;
- Dita ;
- Ezo Kogota, détaché de Chencha ;
- Gacho Baba, détaché d'Arba Minch Zuria ;
- Garda Marta, détaché de Kemba ;
- Gerese, détaché de Bonke ;
- Kemba, ville détachée de Kemba ;
- Kemba ;
- Kucha ;
- Kucha Alpha, détaché de Kucha ;
- Merab Abaya ;
- Selamber, ville détachée de Kucha ;

et la zone Gofa se compose de neuf woredas, :
- Bulki, ville détachée de Geze Gofa ;
- Demba Gofa ;
- Geze Gofa ;
- Melekoza ;
- Melo Gada, détaché de Melekosa ;
- Oyda ;
- Sawla ;
- Uba Debre Tsehay ;
- Zala.

## Démographie
Le recensement national de 2007 fait état de 1 593 104 habitants dans la zone Gamo Gofa dont 10 % de citadins.
Près de 65 % des habitants de la zone sont des Gamo et 22 % sont des Gofa, suivis par les Oyda, les Amharas et les Welaytas avec 2 % de la population pour chaque groupe puis les Basketo, les Aari et les Zayse avec 1 % de la population également pour chaque groupe. Des Male, des Oromos et d’autres peuples éthiopiens résident aussi dans la zone en plus petits nombres.
Environ 64 % des habitants ont pour langue maternelle le gamo, 16 % le gofa, 3 % l'amharique, 2 % le basketo, 2 % l'oyda, 2 % le wolaitta, 1 % l'aari et 1 % le zayse.
Environ 54 % sont protestants, 32 % sont orthodoxes, 11 % sont de religions traditionnelles africaines et 1 % sont musulmans.
Outre Arba Minch qui a 74 879 habitants et Sawla qui a 22 704 habitants en 2007, les principales villes de la zone sont Chencha avec 10 225 habitants, Gerese (6 347), Birbir (5 834), Bulki (5 742), Selam Ber (5 123), Kemba (4 702) et Beto (4 444) à la même date.
| Woreda 2007      | Population 2007 | Agglomérations,     |
| ---------------- | --------------- | ------------------- |
| Arba Minch Zuria | 164 529         | -                   |
| Arba Minch       | 74 879          | Arba Minch          |
| Bonke            | 159 089         | Gerese              |
| Boreda           | 67 960          | Zefgne              |
| Chencha          | 111 686         | Chencha, Ezo, Dorze |
| Demba Gofa       | 81 165          | -                   |
| Deramalo         | 81 025          | Wacha               |
| Dita             | 83 987          | Zada                |
| Geze Gofa        | 68 650          | Bulki               |
| Kemba            | 155 979         | Kemba               |
| Kucha            | 149 287         | Selam Ber           |
| Melekoza         | 120 398         | Leha                |
| Merab Abaya      | 74 967          | Birbir              |
| Oyda             | 33 310          | -                   |
| Sawla            | 22 704          | Sawla               |
| Uba Debre Tsehay | 69 120          | Beto                |
| Zala             | 74 369          | Galam               |

En 2022, la population est estimée sur le même périmètre à 2 290 602 personnes pour 11 011 km2 de superficie soit une densité de population de 208 personnes par km2.